# Pachnoda
Pachnoda is een geslacht van kevers uit de familie bladsprietkevers (Scarabaeidae). Het geslacht werd voor het eerst wetenschappelijk beschreven in 1842 door Burmeister.

## Soorten
- Pachnoda abyssinica (Blanchard, 1842)
- Pachnoda acutipennis (Kolbe, 1914)
- Pachnoda adelpha Kolbe, 1914
- Pachnoda albini Bourgoin, 1921
- Pachnoda allardi Ruter, 1969
- Pachnoda alluaudi Bourgoin, 1913
- Pachnoda antoinei Beinhundner, 2006
- Pachnoda ardoini Ruter, 1978
- Pachnoda arrowi Bourgoin, 1913
- Pachnoda babaulti Bourgoin, 1921
- Pachnoda baraui Antoine, 2009
- Pachnoda basilewskyi Ruter, 1953
- Pachnoda bax (Gory & Percheron, 1833)
- Pachnoda berliozi Rigout, 1980
- Pachnoda bourgeoni Moser, 1924
- Pachnoda bourgoini Burgeon, 1931
- Pachnoda bousqueti Rigout, 1989
- Pachnoda bukobensis Moser, 1914
- Pachnoda canui Rigout, 1989
- Pachnoda cervenkai Krajcik, 2002
- Pachnoda chionopleura Fairmaire, 1884
- Pachnoda chireyi Legrand, 1993
- Pachnoda cincticollis Moser, 1914
- Pachnoda collinsi Rigout, 1985
- Pachnoda concolor Schürhoff, 1938
- Pachnoda congoensis Moser, 1914
- Pachnoda consentanea Schaum, 1844
- Pachnoda coolsi Rigout, 1984
- Pachnoda cordata (Drury, 1773)
- Pachnoda crassa Schaum, 1848
- Pachnoda crinita Schürhoff, 1938
- Pachnoda dargei Rigout, 1987
- Pachnoda dechambrei Rigout, 1986
- Pachnoda demoulini Ruter, 1972
- Pachnoda denuttae Ruter, 1972
- Pachnoda dimidiaticollis Moser, 1915
- Pachnoda discolor Kolbe, 1895
- Pachnoda divisa Gerstaecker, 1884
- Pachnoda durandi Ruter, 1958
- Pachnoda elegantissima Csiki, 1909
- Pachnoda ephiappiata Gerstaecker, 1867
- Pachnoda fairmairei (Raffray, 1877)
- Pachnoda fasciata (Fabricius, 1775)
- Pachnoda fedieri Rigout, 1989
- Pachnoda fissipuncta Kraatz, 1885
- Pachnoda flavolimbata Moser, 1921
- Pachnoda fromenti Rigout, 1981
- Pachnoda frontalis (Harold, 1878)
- Pachnoda helleri Moser, 1910
- Pachnoda histrio (Fabricius, 1775)
- Pachnoda histrioides (Pouillaude, 1914)
- Pachnoda impressa (Goldfuss, 1805)
- Pachnoda inscripta (Gory & Percheron, 1833)
- Pachnoda interrupta (Olivier, 1789)
- Pachnoda jokoensis Moser, 1915
- Pachnoda katangensis Burgeon, 1931
- Pachnoda kiellandi Rigout, 1984
- Pachnoda knirschi Rigout, 1984
- Pachnoda kordofana Moser, 1914
- Pachnoda kuhbandneri Beinhundner, 1997
- Pachnoda kustai (Nonfried, 1892)
- Pachnoda lamottei Ruter, 1954
- Pachnoda lateristicta Kolbe, 1910
- Pachnoda leclercqi Rigout, 1985
- Pachnoda leonina Schoch, 1896
- Pachnoda leopoldiana Burgeon, 1931
- Pachnoda lequeuxi Rigout, 1979
- Pachnoda lerui Rigout, 1989
- Pachnoda limbata (Fabricius, 1775)
- Pachnoda maculipennis Moser, 1918
- Pachnoda madaraszi Csiki, 1909
- Pachnoda madgei Rigout, 1995
- Pachnoda marginata (Drury, 1773)
- Pachnoda massajae Gestro, 1881
- Pachnoda mastrucata Gerstaecker, 1884
- Pachnoda meloui Bourgoin, 1915
- Pachnoda nigritarsis Harold, 1881
- Pachnoda nigroplagiata Kraatz, 1900
- Pachnoda nutricia Rigout, 1980
- Pachnoda onorei Rigout, 1980
- Pachnoda orphanula (Herbst, 1790)
- Pachnoda pendemi Schürhoff, 1938
- Pachnoda picturata Boheman, 1860
- Pachnoda poggei (Harold, 1878)
- Pachnoda polita Blanchard, 1842
- Pachnoda postica (Gory & Percheron, 1833)
- Pachnoda postmedia Moser, 1915
- Pachnoda praecellens Moser, 1908
- Pachnoda prasina Karsch, 1881
- Pachnoda preissi Schürhoff, 1938
- Pachnoda rectangularis Vuillet, 1911
- Pachnoda rougemonti Rigout, 1984
- Pachnoda rubriventris Moser, 1910
- Pachnoda rubrocincta Hope, 1847
- Pachnoda rufa (DeGeer, 1778)
- Pachnoda rufomarginata Burmeister, 1842
- Pachnoda rwandana Rigout, 1984
- Pachnoda savignyi (Gory & Percheron, 1833)
- Pachnoda sciencesnati Rigout, 1989
- Pachnoda semiflava Kraatz, 1900
- Pachnoda sinuata  (Fabricius, 1775)
- Pachnoda sjoestedti Moser, 1921
- Pachnoda spinipennis Moser, 1914
- Pachnoda stehelini (Schaum, 1841)
- Pachnoda tessmanni  Schürhoff, 1938
- Pachnoda thoracica  (Fabricius, 1775)
- Pachnoda tridentata (Olivier, 1789)
- Pachnoda trimaculata Kraatz, 1885
- Pachnoda tshikambai Rigout, 1984
- Pachnoda uelensis Burgeon, 1931
- Pachnoda upangwana Moser, 1918
- Pachnoda vethi Lansberge,1886
- Pachnoda viridana Blanchard, 1850
- Pachnoda viridiflua Kraatz, 1900
- Pachnoda vitticollis Moser, 1914
- Pachnoda vossi Kolbe, 1892
- Pachnoda vuilleti Bourgoin, 1914
- Pachnoda watulegei Rigout, 1981
- Pachnoda werneri  Beinhundner, 1993